# Gokal Pur
Gokal Pur is een census town in het district Noordoost-Delhi van het Indiase unieterritorium Delhi.

## Demografie
Volgens de Indiase volkstelling van 2001 wonen er 90.564 mensen in Gokal Pur, waarvan 54% mannelijk en 46% vrouwelijk is. De plaats heeft een alfabetiseringsgraad van 58%.